# Stångaspelen
Stångaspelen är en tävling i traditionella gotländska sporter som hålls varje sommar i Stånga som ligger på södra Gotland. Tävlingarna pågår under fem dagar och kallas även för gutarnas egen olympiad.

## Historik
Den första pristävlingen i någon gutnisk idrott hölls 1882 i grenen pärk. Från slutet av 1880-talet hölls allmänna gotländska idrottstävlingar 3–4 gånger per årtionde. År 1912 bildades en särskild förening – Föreningen Gotländsk Idrott (FGI) – med uppgift att tillvarata de gotländska idrottslekarna. År 1924 beslutade FGI att arrangera en gotländsk idrottstävling i Stånga. Drivande kraft bakom beslutet var styrelseledamoten sedan FGI:s bildande Reinhold Dahlgren. Dahlgren (1886–1968) var folkskollärare från Östergarn med fina pärkkarlsmeriter. Tävlingen blev årligen återkommande, och började 1933 även officiellt kallas Stångaspelen.
En konflikt mellan Dahlgren och markägaren som upplät sin mark ledde till att denne helt sonika plöjde upp pärkplanerna 1949. Spelen flyttades då tillfälligt till flygfältet i Roma, men namnet Stångaspelen behölls eftersom man hoppades att flytten skulle bli tillfällig. Dåvarande Stånga kommun upplät då den gamla exercisplatsen centralt i Stånga, och efter stora ekonomiska och ideella insatser stod den nya tävlingsplatsen - Stangmalmen - klar för tävling 1956. Den nya tävlingsplatsen antas fortfarande idag på 2000-talet vara Sveriges största inhägnade idrottsplats, omfattande 20 tunnland.
När Reinhold Dahlgren av åldersskäl vid 75 års ålder drog sig tillbaka övertog hans söner Tore (1914-1973) och Anders (1924–1997) huvudansvaret och fick båda (en i sänder) epitetet Stångaspelsgeneral. En tredje viktig ledare under perioden efter Reinhold Dahlgren var rektorn Ivan Jacobsson.

## Grenar
Mest prestigefyllda är turneringarna i pärk och varpa, samt den gutniska femkampen, som består av ränn' i kämp (löpning), längdkast me' stain (kast med stenvarpa),  haug-stikel (höjdhoppning), stanggstörtningg (stångstörtning) och ryggkast. Man tävlar också i spark' bläistre (sparka ögla), spark' rövkrok (sparka benkrok), herre pa stangg (herre på stång), dräg hank (dra handkavle) samt täm' stäut (tämja oxe).

## Resultat

### Bakpärk herrar
År,  lag, pärkkarl
- 1924 När I Valfred Nilsson
- 1925 Hablingbo BK Karl Hansson
- 1926 Slite IF Brynolf Wahlén
- 1927 När IF Valfred Nilsson
- 1928 När Valfred Nilsson
- 1929 Lau John Larsson
- 1930 Stånga IF Erik Lundgren
- 1931 Lau John Larsson
- 1932 Burs IF Gottfrid Nilsson
- 1933 Lau I John Larsson
- 1934 Burs IF Gottfrid Nilsson
- 1935 Stånga Erik Lundgren
- 1936 Burs Gottfrid Nilsson
- 1937 Burs Fritz Pettersson
- 1938 Gothem Johannes Arweson
- 1939 När II Hugo Gardell
- 1940 Inga spel
- 1941 När II Hugo Gardell
- 1942 När II Hugo Gardell
- 1943 Hablingbo Manne Boberg
- 1944 Hablingbo Manne Boberg
- 1945 När I Ivar Häglund
- 1946 När I Ivar Häglund
- 1947 När Ture Häglund
- 1948 Burs Albert Alvengren
- 1949 Burs Albert Alvengren
- 1950 Gothem Henning Gahnström
- 1951 Gothem Henning Gahnström
- 1952 Silte Erik Hedin
- 1953 När Bertil Schüberg
- 1954 Silte Erik Hedin
- 1955 Inga spel (resurserna lades på att skapa det nya tävlingsområdet Malmgard i Stånga)
- 1956 När Allan Nilsson, Alvare
- 1957 När Allan Nilsson, Alvare
- 1958 När II Arne Ohlsson
- 1959 När Allan Nilsson, Alvare
- 1960 Lau I Allan Larsson
- 1961 Lau I Allan Larsson
- 1962 Lau I Allan Larsson
- 1963 När Allan Nilsson, Alvare
- 1964 När Allan Nilsson, Alvare
- 1965 När Allan Nilsson, Alvare
- 1966 När Allan Nilsson, Alvare
- 1967 När Allan Nilsson, Alvare
- 1968 Lau I Allan Larsson
- 1969 Lau I Allan Larsson
- 1970 När Allan Nilsson, Alvare
- 1971 När II Bengt-Rune Nilsson
- 1972 Lau I Allan Larsson
- 1973 Silte Erik Hedin
- 1974 När Allan Nilsson, Alvare
- 1975 När Allan Nilsson, Alvare
- 1976 När II Bengt-Rune Nilsson
- 1977 Vallstena I Rune Larsson
- 1978 Vallstena I Rune Larsson
- 1979 Lau III Torgny Larsson
- 1980 Lau III Torgny Larsson
- 1981 Lau III Torgny Larsson
- 1982 När IV Torsten Smitterberg
- 1983 Lau III Torgny Larsson
- 1984 Lau III Torgny Larsson
- 1985 Lau III Torgny Larsson
- 1986 Lau III Torgny Larsson
- 1987 Lau III Torgny Larsson
- 1988 Gothem II Michael Olofsson
- 1989 Lau III Torgny Larsson
- 1990 När III Jaan Nilsson
- 1991 Gothem II Michael Olofsson
- 1992 Gothem II Michael Olofsson
- 1993 Stånga IV Björn Ekman
- 1994 Stånga IV Björn Ekman
- 1995 När III Jaan Nilsson
- 1996 Stånga IV Björn Ekman
- 1997 Hablingbo II Johan Mattsson
- 1998 Hablingbo II Johan Mattsson
- 1999 Hablingbo II Johan Mattsson
- 2000 När III Jaan Nilsson
- 2001 Hablingbo II Johan Mattsson
- 2002 Hablingbo II Johan Mattsson
- 2003 Hablingbo II Johan Mattsson
- 2004 Hablingbo II Johan Mattsson
- 2005 Hablingbo II Johan Mattsson
- 2006 Hablingbo II Johan Mattsson
- 2007 Hablingbo II Johan Mattsson
- 2008 Hablingbo II Johan Mattsson
- 2009 Hablingbo II Johan Mattsson
- 2010 Hablingbo II Johan Mattsson
- 2011 Hablingbo II Johan Mattsson
- 2012 Lau I Arvid Larsson
- 2013 Lau I Arvid Larsson
- 2014 Lau I Arvid Larsson
- 2015 Lau I Arvid Larsson
- 2016 Lau I Arvid Larsson
- 2017 Lau I Arvid Larsson
- 2018 Stånga XVI Henrik Johansson
- 2019 Lau I Arvid Larsson
- 2020 Inga spel (Covid 19)
- 2021 Inga spel (Covid 19)
- 2022 När XI Joel Thorén
- 2023 Stånga XVI Henrik Johansson
- 2024 När IV Felix Berggren
- 2025 Stånga XVI Henrik Johansson